# The Gilbert's Feed Band
The Gilbert's Feed Band é um agrupamento musical português. A banda é sinónimo de performances hardcore com acrobacias, fusão musical e atitude burlesca.
 The Gilbert's Feed Band designa de música estrambólica a sua música acelerada, amalucada e original.
 A atitude dos The Gilbert's Feed Band  e as letras das canções estão muitas vezes associadas a desportos radicais. Para além da música, os espectáculos ao vivo da The  Gilbert's Feed Band estão cheios de surpresas, saltos, acrobacias, etc.

## Os primeiros anos  (1988-1993)[1]
A primeira formação estável dos The Gilbert’s Feed Band data de 1988, com Magala (Ex.Pissus Erectus, Atrofiados) e Sérgio nas guitarras, Mário (aka Mr. “MD” Mariofsky) nos vocais, e Roberto na bateria. 
Numa primeira fase a banda ensaiou com vários baixistas : Serpa (Ex.Ku de Judas), Miguel (Bankarupta), Pedro (Tropa Morta)

Por esta altura, o agrupamento musical deu os primeiros concertos.

No final de 1990, a banda grava a primeira demo tape.  Esta demo tape “Radical Gilbert’s Feed Band Skatecore”, é editada pela Guardians of Metal, e foi gravada com a ajuda do baixista Pedro (Tropa Morta) e Edu nos teclados  (mais tarde Dr. Zilch, e Anjos). Esta demo continha 3 músicas: “For my Skate”, “Gilbert’s Party”, e “We Gonna Show”, e vendeu todas as cópias disponíveis.
 A designação de  “Skatecore” para as músicas estrambólicas da banda deveram-se a amigos que deram esse nome,  pelas letras das músicas e pela prática do Skate por alguns membros.
 Nessa demo a banda mistura Hardcore com outros estilos como Hip Hop, Rap, Funk, Punk Rock, Heavy Metal, Blues, Southern Hard Rock and Australian Hard Rock.
 Com o apoio do Skate Clube de Lisboa, a banda começa a ficar mais conhecida, com entrevistas a rádios e fanzines especializadas.

Em 1992, entra para a banda Hamilton “Rastas” Pernão (ex. baixista da banda brasileira de hardcore “Os Cabelo Duro”). A entrada de Hamilton veio dar uma nova aura à banda, já que Hamilton, além de tocar baixo, ainda tocava percussões, trompete e aguentava-se como rapper. A imprensa especializada fez excelentes críticas a concertos e a banda foi convidada para fazer mais entrevistas.

Em 1993, a banda cessa actividades pois alguns elementos tiveram que cumprir o serviço militar obrigatório. Magala e o baterista Natcho juntam-se ao projecto do compositor/guitarrista/vocalista Ian Mucznik e fundam a banda “Los Tomatos”.

## A evolução (1995-2003)[1]
Em 1995, The Gilbert’s Feed Band retorna às actividades com novos músicos: Mr. Mariofsky, Sérgio “Cenoura”, Magala (agora no trompete) e ainda os recém chegados: Dr. T nos teclados, Zé Luis no baixo, Ruizão no saxofone, e por último o skater especialista em half pipe Calota entra para a bateria.
 Se a banda já tinha uma atitude radical e acrobática em palco, com esta formação criou-se definitivamente um tipo de música particular e o aspecto “Big Band Strambolic Sound”.

Em 1996, a banda gravou a 2ª demo tape, intitulada “The Gilbert’s Feed Band Presents An Orchestration Of The Fragles Au Vaudeville” com as seguintes músicas: “Saturday Night Groovers”, “Kiss My Face” and “Frog & the Fly”. Esta demo teve a participação da amiga Susana “Punk”(da banda de hardcore Colesterol ) e da sua irmã Claudia. Esta demo mostra uma banda mais matura com um estilo bastante acelerado e misturando estilos que à data pareciam incompatíveis (swing, heavy metal, ska, broadway, dixieland, hardcore, noise, etc…)

1997 , o veterano Sérgio sai da banda e Pedrocas torna-se o novo guitarrista. The Gilbert’s Feed Band tocam em muitos locais, um dos mais notáveis foi o Super Arraial do Técnico (The Gilbert’s Feed Band, Xutos e Pontapés e Ena Pá 2000), com uma audiência recorde entre e fora de portas estimada em 20.000 pela organização do evento.
 Subindo em popularidade, a banda foi convidada para muitos jornais e rádios. Internamente, a banda assiste ao abandono de Pedrocas, Zé Luis, e mais tarde Calota.
 
O final de 1997  e início de 1998 é marcado ainda pela presença de Mergulhão na bateria e mais tarde por Patrick Pretorius (ex. baterista da banda italiana The Search).  Alex e mais tarde Sérgofsky asseguram o baixo. Perdigonne torna-se o novo guitarrista. O trombonista Big “Bad” Johnny junta-se à banda.
 A banda celebra os 10 anos de existência com a edição pirata dum CD-R (edição limitada muito rara).
 Rui “Corrosão” (da banda de hardcore Corrosão Caótica) faz uma aparição especial na celebração dos 10 anos da banda num clube lisboeta, fazendo um fantástico solo de percussão na música “Sahara”.
 Sergovski vai viver para Espanha e o Funkadelic “Dread” Mané assume o lugar de baixista.
 A banda é convidada para programas de televisão.
 Ruizão decide sair da banda e entra para o seu lugar, Mata “The Killer”.
 A banda faz mais espectáculos, e é convidada pelo radialista Henrique Amaro para tocar na Expo 98.

1999. A banda  toca em muitos clubes e concertos ao ar livre por está altura. Começa a pré produção dum disco de longa duração intitulado “The Album”.

2000. As gravações do “The Album”começam em Fevereiro. Este disco teve as colaborações de Ian (Los Tomatos), Carlinhos (Raindogs) e de muitos outros músicos (Vanda, Marina, Sofia, Vera, Bia, António Gil, Ramon, e Carlos Carvalho).
  “ The Album” foi um cd não registado, distribuído a fãs por correio e em mão conforme as encomendas.
 
De 1998  a 2003, a formação regular da banda era:
Crooner: Mr. Mariofsky ; Trompete: Magala; Trombone: Big “Bad” Johnny; Sax: Mata”The Killer”; Teclas: Dr. T; Guitarra: Perdigone; Baixo: Mané “Dread”; Bateria: Patrick Pretorius; Percussionista convidado: Leo “Leone”.

No final de 2002, início de 2003, dá-se o fim desta formação: Dr. T muda-se para a Suécia para fazer o Doutoramento em Medicina. Diogo Sottomayor passa a teclista. Patrick também abandona a banda para formar negócio próprio de comida italiana, entra Espanhol para as peles da Bateria. Perdigone deixa a banda para se dedicar por inteiro à universidade, para o seu lugar entra o guitarrista Johnny “Surf” Stevens. Mata, “The Killer” deixa a banda. Mr. Mariofsky deixa a banda para se dedicar ao seu próprio projecto musical chamado Moremad.

2003, The Gilbert’s Feed Band surge com nova formação: Crooner: Espanhol (que transita da bateria para a voz principal) ; Baixo: Jorge Serigado; Teclas: Klaudio “Kaius Circensis”; Trompet:e Magala; Trombone: Big “Bad” Johnny; Sax: Miguel Varsóvias; Clarinete e Sax: Luis Bastos. Bateria: Nelson Caetano.

Depois de alguns concertos e de vários concertos confirmados, surge novo acontecimento: Espanhol abandona a banda por não se sentir confortável na posição de vocalista.

Este acontecimento originou o fim da banda. A banda faz um último concerto com a colaboração de amigos e encerra actividades.
 A formação que actuou nesse espectáculo foi a seguinte: 
Crooner: Ian Mucznick (Los Tomatos); Trompete: Magala; Trombone: Big “Bad” Johnny; Sax: André Barbosa; Clarinete: Luis Bastos; Guitarra: Johnny “Surf” Stevens; Teclados: Klaudio “Kaius Circensis”; Bateria: Nelson Caetano; Baixo: João; Percussões: Patrick Pretorius; Percussões e Voz de Tenor (em Lovers Forever e  Krrk ): Espanhol.

Magala, Big "Bad" Johnny e Mata "The Killer" são convidados a integrar os Primitive Reason.

## A actualidade (2008- hoje)[1]
Em 2008, depois de 5 anos de interregno, a The Gilbert’s Feed Band reaparece para gravar uma canção para um CD com vários artistas portugueses intitulado: “A Nossa Selecção”.
 O objectivo dessa compilação era o de apoiar a Selecção Portuguesa de Futebol para o Euro 2008.
 A formação que gravou o disco era a seguinte: Crooner,  Teclas e Percussão: Mr. “Gafanhoto Atómico” Benfas; Baixo: Big “Bad” Johnny; Guitarra: Johnny “Surf” Stevens; Trompete: Magala; Sax: Mata,”The Killer”; Bateria: Danny”The Animal” Boy. Este álbum ainda teve a colaboração do guitarrista Paulo Garcês.

Em 2009, a banda regressa aos palcos com novos membros. The Gilbert's Feed Band grava um novo álbum com várias colaborações: a actriz Catarina Wallenstein canta em dueto com Mr. Benfas no tema Lovers Forever, Mr. Mariofsky junta-se a Mr. Benfas nas vozes do Radio Song, uma música escrita por Dr. T (originalmente intitulada American Way of Life), a banda teve ainda a colaboração dos seguintes músicos: Tomás Wallenstein (Violino);Cassiano (Tuba);Diogo Sottomayor (Teclas), Alcide (Guitarra), Inês Melo (Acordião) membro da banda infantil “Os Ponkies”;Vandinha (vozes); António Gil (vozes) e Carlos Carvalho (vozes).
 A banda encontra-se actualmente em negociações com diversas editoras, tendo protelado o lançamento do novo disco para 2010 (estava previsto para finais de 2009). 

## Membros actuais
Mr. "Gafanhoto Atómico" Benfas - Crooner, Serrotes,  Ilusões

Monsieur Jean Mark Charmier - Trompete

Magala - Trombone

Mata "The Killer" - Saxs

Gonças: Clarinetes - Sax

Johnny “Surf” Stevens - Guitarra

Pinetree - Teclados

Ramon - Baixo

Danny "Animal" Boy - Bateria

Gilbert's Strambolic Crew Boris e Manaças "Sorriso e Meio" – Surpresas, Acrobacias e Efeitos Especiais

## Antigos membros
Mister MD - Crooner, Acrobata

Sérgio "Cenoura" - Guitarra

Roberto - Bateria

Dr. T - Teclados

Big "Bad" Johnny - Trombone, Baixo

Nelsun Caetano - Baterias

Mané Dread Rasta - Baixo

Jorge Serigado - Baixo

Varsovias - Sax

Luis Bastos - Clarinete

Kaius Circencis - Teclados

Pernão - Baixo, Trompete, Percussão, Rapper

Ze Luis - Baixo

Calota - Bateria

Español - Bateria / Vocals

Ian Mucznick - Crooner

Cabare da Cocha Drum Master - Bateria

Ruizofski - Sax

Perdiguini - Guitarra

Mergulhão - Bateria

Leo Leone - Percussão

André Barbosa - Sax

Alex - Baixo

Sérgio - Baixo

Ruizão - Percussão

Diogo Sottomayor  - Teclados

Pedrocas - Guitarra

## Registos auditivos
| Discografia                                                                    | Data | Edição             |
| ------------------------------------------------------------------------------ | ---- | ------------------ |
| The Radical Gilbert's Feed Band Skatecore                                      | 1991 | Guardians of Metal |
| The Gilbert's Feed Band presents an Orchestration of The Fragles au Vaudeville | 1996 | GFB                |
| 10 Years of The Gilbert's Feed Band                                            | 1998 | GFB                |
| The Album                                                                      | 2000 | GFB                |
| A Nossa Selecção (Compilação com Vários Artistas) - Alma Lusa                  | 2008 | Som Livre          |
| The Flabbergasting Return of The Grand Strambolic Circus                       | 2010 | Sem Informação     |